# Megathereva albopilosa
Megathereva albopilosa är en tvåvingeart som beskrevs av Lyneborg 1992. Megathereva albopilosa ingår i släktet Megathereva och familjen stilettflugor. Inga underarter finns listade i Catalogue of Life.